# Aituaria
Genre
Aituaria est un genre d'araignées aranéomorphes de la famille des Nesticidae.

## Distribution
Les espèces de ce genre se rencontrent en Russie, en Ukraine, en Turquie, en Géorgie et en Iran.

## Liste des espèces
Selon World Spider Catalog (version 23.0, 01/04/2022) :
- Aituaria borutzkyi (Reimoser, 1930)
- Aituaria eriashvilii (Marusik, 1987)
- Aituaria iranica Zamani & Marusik, 2021
- Aituaria pontica (Spassky, 1932)

## Systématique et taxinomie
Ce genre a été décrit par Esyunin et Efimik en 1998 dans les Nesticidae.

## Publication originale
- Esyunin & Efimik, 1998 : « Remarks on the Ural spider fauna, 8. New and unidentified species from steppe landscapes of the south Urals (Arachnida: Aranei). » Arthropoda Selecta, vol. 7, no 2, p. 145-152 (texte intégral).